# Boschveld Ambacht Centrum
Het Boschveld Ambacht Centrum (BAC) is een vereniging van ondernemers, gehuisvest in de wijk Boschveld aan de Parallelweg in Den Bosch. De bedrijven maken gebruik van de voormalige productiehallen van de Grasso. Het bedrijvencentrum is gelegen tussen de oude gebouwen van Grasso (GEA) en de Brabanthallen aan de ene kant en de moderne kantoren van het Paleiskwartier achter het station aan de andere kant. Tot 2008 werden hier compressoren gemaakt, tegenwoordig wordt er een grote verscheidenheid aan producten en diensten geleverd. Het gaat veelal om kleine bedrijven die werken vanuit het ambachtsprincipe, wat niet wil zeggen dat de bedrijven niet modern zijn.

## Organisatie
Het BAC is een vereniging die is opgericht door en voor ambachtelijke en creatieve ondernemers op het Bedrijventerrein Boschveld en heeft als doel de samenwerkingsverbanden te versterken en zich gezamenlijk naar buiten te presenteren.